# Eupithecia miserulata
Eupithecia miserulata är en fjärilsart som beskrevs av Augustus Radcliffe Grote 1863. Eupithecia miserulata ingår i släktet Eupithecia och familjen mätare. Inga underarter finns listade i Catalogue of Life.

## Bildgalleri

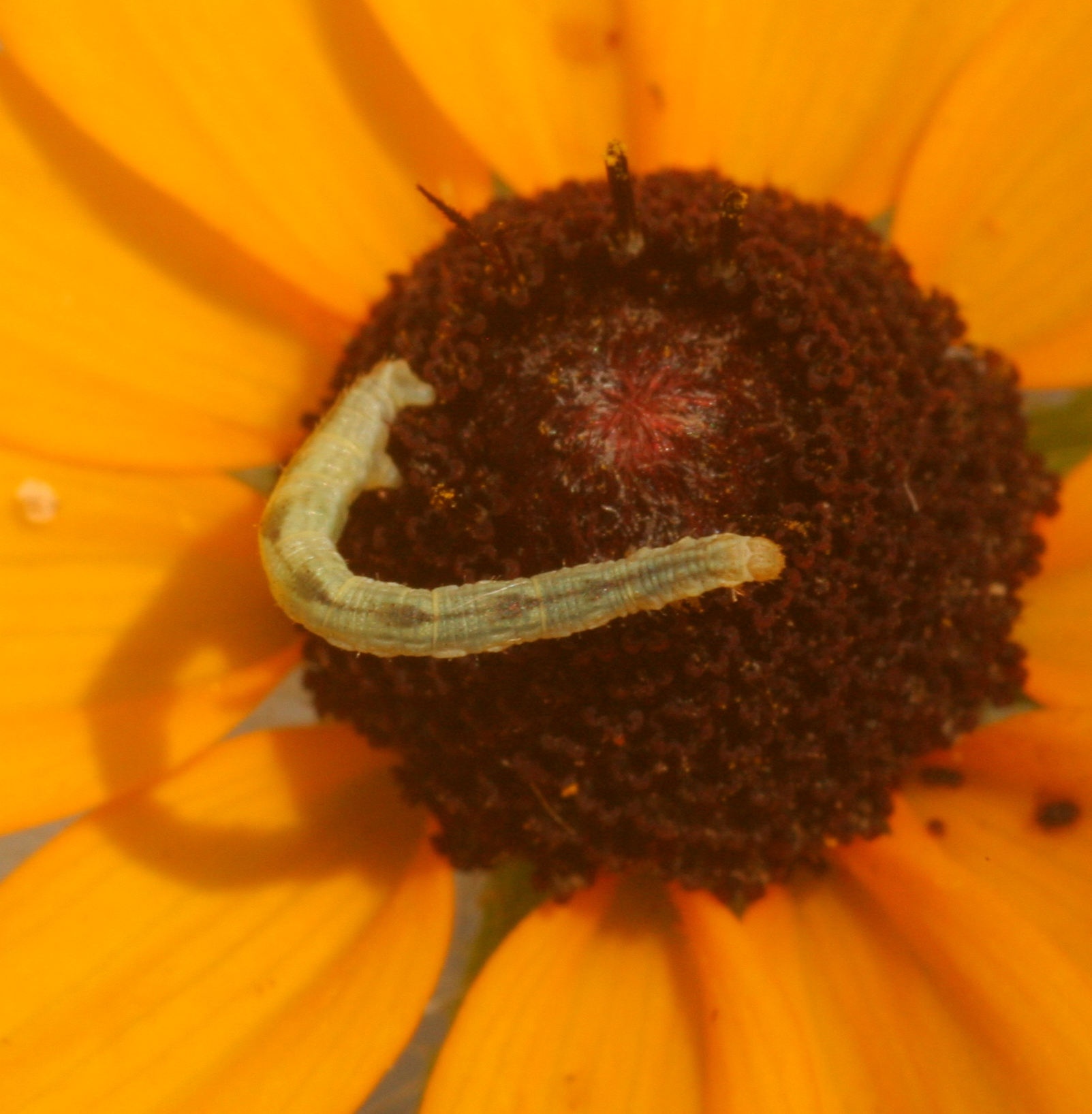